# Jan Kanty Biernacki
Jan Kanty Biernacki herbu Poraj – skarbnik piotrkowski w latach 1742–1761, porucznik chorągwi pancernej oboźnego wielkiego koronnego Wielhorskiego w Pułku Najjaśniejszego Króla w 1760 roku.
W 1743 roku otrzymał list przypowiedni na chorągiew lekką wojsk koronnych. Poseł województwa sieradzkiego na sejm 1756 roku.
Z Katarzyną z Witowskich miał synów Kazimierza i Pawła.